# Ceylonosticta walli
Ceylonosticta walli is een libellensoort uit de familie van de Platystictidae, onderorde juffers (Zygoptera). Een oude naam van deze soort is Drepanosticta walli.
De soort staat als Drepanosticta walli op de Rode Lijst van de IUCN als onzeker, beoordelingsjaar 2007.
De wetenschappelijke naam van de soort is voor het eerst geldig gepubliceerd in 1931 door Fraser.